# Québec Nemzeti Rend
A Québec Nemzeti Rend (angolul: National Order of Quebec, franciául: l'Ordre national du Québec) egy polgári kitüntetés Québec kanadai tartomány polgárainak részére. Az 1984-ben alapított kitüntetéssel Québec egykori vagy jelenkori lakóit tüntetik ki, akik bármely területen kiemelkedő teljesítményt értek el. Ez Québec és Francia-Amerika területén a legnagyobb elismerés.

## Fokozatai
- Grand Officer (grand officier) (GOQ)
- Officer (officier) (OQ)
- Knight (chevalier) (CQ)[3]